# Pierre Gripari
Pierre Gripari (Paris, 7 de Janeiro de 1925 — idem, 23 de Dezembro de 1990) foi um escritor francês. Era filho de mãe francesa e pai grego. Estudou letras e esteve no exército por três anos. Publicou seu primeiro livro em 1963,Pierrot la Lune, que é uma história de sua própria vida; depois disso escreveu peças de teatro, contos fantásticos, romances e histórias para crianças. Por volta de 1965,começou uma grande amizade entre o senhor Pierre e as crianças de seu bairro. Dessa amizade nasceu o livro Contos da Rua Brocá em francês : Contes de la rue Broca

## Contos da Rua Brocá
O livro Contos da Rua Brocá fala de diversas histórias escritas por Pierre.As histórias são:
A bruxa da rua Mufetar
O gigante de meias vermelhas
O par de sapatos
Escubidu, a boneca que sabe tudo
Romance de amor de uma batata
A história de Lustucru
A fada da torneira
O diabinho bom
A bruxa do ármario de limpeza
A casa do tio Pedro
O príncipe Blub e a sereia
O porquinho malandro
Não-sei-quem, não-sei-o-quê
O livro possui 217 páginas.